# 购物车软件
购物车软件是指部署在網頁伺服器上的一个电子商务软件，它可以让访问者（用戶）在互联网网站上选择商品並购买。
该软件可以讓网络购物者將所要购买的商品加入清单。在銷售時點情報系統上，该软件通常会计算出订单的总金额，包括運费以及包装和标签。相关的税费也会根据情况进行计算。该软件还允许用户修改購物清單。